# Julie Eichberg
Julie Eichberg (* 7. März 1847 in Stuttgart; † 16. Juli 1906 in Wildbad) war eine deutsche Sängerin.

## Leben
Julie Eichberg war die vierte Tochter des Kantors Moritz Eichberg und seiner Ehefrau Eleonore. Sie studierte ab einem Alter von zehn Jahren am Stuttgarter Konservatorium und war zwei Jahre später eine von den zwei Kandidatinnen, die für eine Ausbildung zur Opernsängerin an der Schauspielschule ausgewählt wurden. Als ihre Schwester Bertha knapp zwanzigjährig an Typhus starb, wurde Julie Eichbergs musikalische Ausbildung unterbrochen.
Sie reiste 1864 über Liverpool nach Amerika, wo sie zunächst bei ihrer älteren Schwester Pauline in Baltimore lebte und mit dieser am musikalischen Leben teilnahm. 1866 heiratete sie den Violinisten und Dirigenten Jacob Rosewald. Dieser hatte ebenfalls Stuttgart studiert und war ihr vielleicht schon aus dieser Zeit bekannt. Er hatte bayerische Vorfahren. Das Ehepaar lebte zeitweise in einer Pension, zeitweise auch im Heim der jüngsten Eichberg-Schwester Antonie, die mit dem Juwelier David Oppenheimer verheiratet war.
1870 kehrte Julie Eichberg für einige Zeit nach Europa zurück. Sie vervollständigte ihre Ausbildung bei Amalie Marongelli, Maria von Marra und Pauline Viardot-Garcia. 1872 begleitete sie Franz Abt auf seiner Amerika-Tournee. Ab 1875 machte sie, zunächst gegen den Widerstand ihres Gatten, Karriere als Primadonna bei der Kellogg Opera Company. Auf einer Europatournee 1877 trat sie in Nürnberg, Mainz, Stuttgart, Köln, Amsterdam, Berlin und Dresden auf. Ab 1880 war sie die Primadonna der Abbott Company; zugleich wurde ihr Ehemann als Dirigent engagiert. Auf den Reisen der Truppe kam es immer wieder zu Eifersuchtsszenen; einmal wurde Jacob Rosewald von dem Bass John Gilbert niedergeprügelt, weil er bemängelt hatte, dass dieser so laut sang, dass der Sopran nicht mehr zur Geltung kam.
Ab 1884 lebten Julie Eichberg und ihr Mann ständig in San Francisco. Sie betätigte sich als Gesangslehrerin und versah nach dem Tod des Vorsängers Max Wolff von 1884 bis 1893 auch die Dienste eines Kantors im Temple Emanu-El. Dass eine Frau die Arbeit eines Chasan übernahm, war bis zu diesem Zeitpunkt in den USA noch nicht vorgekommen und wiederholte sich auch erst 1955 mit Betty Robbins. Am 25. Oktober 1895 verlor sie ihren Mann: Jacob Rosewald starb an einem Herzinfarkt.
Von 1894 bis 1897 lehrte Julie Eichberg am Mills College Conservatory of Music, danach zog sie sich aus gesundheitlichen Gründen ins Privatleben zurück. Ab 1898 verbrachte sie den Großteil der Jahre auf Reisen. Während des verheerenden Erdbebens von 1906, das auch ihr Heim in San Francisco zerstörte, befand sie sich nicht in den USA, sondern zu einem Kuraufenthalt in Bad Wildbad im Schwarzwald. In der Vorstellung, durch den Verlust ihres Hauses finanziell ruiniert zu sein, änderte sie ihren Letzten Willen und beschloss, wieder als Gesangslehrerin zu arbeiten. Dazu kam es jedoch nicht mehr: Im Juli 1906 war sie plötzlich paralysiert und starb drei Tage später.
Sie wurde eingeäschert und ihre Asche wurde später auf dem Home of Peace Cemetery in San Francisco beigesetzt.
Vorschnell wurde nach ihrem Tod das generöse, aber nicht mehr gültige Testament, in dem sie zahlreiche karitative Einrichtungen mit Spenden bedacht hatte, publik gemacht. Die Zusagen der Gelder mussten später, als die Änderung ihres Testaments bekannt war, zurückgenommen werden.
Julie Eichbergs Repertoire umfasste unter anderem 125 Opern.